# Vùng đô thị Rio de Janeiro
Vùng đô thị Rio de Janeiro (tiếng Bồ Đào Nha: Região Metropolitana do Rio de Janeiro) là một vùng đô thị lấy thành phố Rio de Janeiro ở bang Rio de Janeiro, Brasil làm hạt nhân. Vùng đô thị này được thành lập ngày 1 tháng 7 năm 1974. Với dân số hiện nay là 11.571.617 người, đây là vùng đô thị lớn thứ 2 ở Brasil (sau vùng đô thị São Paulo ở bang São Paulo), lớn thứ 23 trên thế giới (năm 2008).
Nó bao gồm 16 khu tự quản, bao gồm cả thủ phủ Rio de Janeiro.
Vùng đô thị Rio de Janeiro được biết đến như một trung tâm lịch sử, văn hóa và kinh tế của Brazil. Khu vực này lần đầu tiên được chính thức được xác định và ngày 1 tháng 7 năm 1974 sau khi có sự hợp nhất của bang Guanabara với bang Rio de Janeiro. Giao thông trong vùng đô thị gồm các hệ thống đường cao tốc liên thành phố, đường ray, phà, tàu điện ngầm.

## Các đô thị thành phần
| Đô thị | Diện tích đất (km²) | Dân số (2007) | GDP (2005) Real Brasil | HDI (2000)            | Ngày thành lập        |
| --- | ------------------- | ------------- | ---------------------- | --------------------- | --------------------- |
| Belford Roxo | 80                  | 480.555       | 2.989.323.000,00       | 0,742                 | 01.01.1993            |
| Duque de Caxias | 465                 | 842.686       | 18.309.545.000,00      | 0,753                 | 01.07.1974 (LC N.020) |
| Guapimirim | 361                 | 44.692        | 300.325.000,00         | 0,739                 | 01.01.1993            |
| Itaboraí | 424                 | 215.792       | 1.246.066.000,00       | 0,737                 | 01.07.1974 (LC N.020) |
| Itaguaí | 272                 | 95.356        | 2.508.975.000,00       | 0,768                 | 01.07.1974 (LC N.020) |
| Japeri | 83                  | 93.197        | 397.233.000,00         | 0,724                 | 01.01.1993            |
| Magé | 386                 | 232.171       | 1.240.884.000,00       | 0,746                 | 01.07.1974 (LC N.020) |
| Mangaratiba | 352                 | 29.253        | 302.022.000,00         | 0,790                 | 01.07.1974 (LC N.020) |
| Maricá | 362                 | 105.294       | 667.074.000,00         | 0,786                 | 01.07.1974 (LC N.020) |
| Mesquita | 35                  | 182.495       | 993.326.000,00         |                       | 01.01.2001            |
| Nilópolis | 19                  | 153.581       | 1.004.996.000,00       | 0,788                 | 01.07.1974 (LC N.020) |
| Niterói | 129                 | 474.002       | 6.884.677.000,00       | 0,886 Bản mẫu:Elevado | 01.07.1974 (LC N.020) |
| Nova Iguaçu | 524                 | 830.672       | 5.764.270.000,00       | 0,762                 | 01.07.1974 (LC N.020) |
| Paracambi | 179                 | 42.423        | 280.434.000,00         | 0,771                 | 01.07.1974 (LC N.020) |
| Queimados | 77                  | 130.275       | 933.772.000,00         | 0,732                 | 01.01.1993            |
| Rio de Janeiro | 1.182               | 6.093.472     | 118.979.752.000,00     | 0,842 Bản mẫu:Elevado | 01.07.1974 (LC N.020) |
| São Gonçalo | 249                 | 960.631       | 6.379.169.000,00       | 0,782                 | 01.07.1974 (LC N.020) |
| São João de Meriti | 35                  | 464.282       | 2.791.700.000,00       | 0,774                 | 01.07.1974 (LC N.020) |
| Seropédica | 284                 | 72.466        | 420.486.000,00         | 0,759                 | 01.01.1997            |
| Tanguá | 147                 | 28.322        | 169.044.000,00         | 0,722                 | 01.01.1997            |
| Total | 5.645               | 11.571.617    | 172.563.073.000,00     | 0,816 Bản mẫu:Elevado |                       |
| Bản mẫu:NotaOs municípios de Itaguaí, Mangaratiba e Maricá, que faziam parte da região metropolitana (conforme a primeira legislação), foram posteriormente excluídos. Entretanto, para fins estatísticos (PIB e dados demográficos), o IBGE continua a incluí-los. Bản mẫu:NotaO município de Mesquita não teve IDH-M estimado pois foi criado ao final de 1999. |                     |               |                        |                       |                       |